# Teracotona euprepia
Teracotona euprepia är en fjärilsart som beskrevs av George Francis Hampson 1900. Teracotona euprepia ingår i släktet Teracotona och familjen björnspinnare. Inga underarter finns listade i Catalogue of Life.